# Wybory parlamentarne w Liechtensteinie w 1918 roku

Wybory parlamentarne w Liechtensteinie w 1918 roku – odbyły się w dniach 12 marca 1918 (pierwsza tura) i 18 marca 1918 (druga tura). Były to pierwsze wybory w kraju, w których uczestniczyły partie polityczne, będące pierwszymi partiami politycznymi kraju – Postępowa Partia Obywatelska (FBL) i Chrześcijańsko-Społeczna Partia Ludowa (VP)

## Sposób elekcji[1]
Kraj został podzielony na dwa okręgi wyborcze: Oberland (wybierał siedmiu członków i trzech zastępców) a Unterland (wybiera pięciu członków i dwóch zastępców). Wyborcy spisali nazwiska tylu kandydatów, ile było miejsc na karcie do głosowania, a po zebraniu się w lokalu wyborczym zostali z nazwiska wezwani do oddania głosu. Jeśli mniejsza liczba kandydatów niż wynosi ilość miejsc w Landtagu, uzyskała ponad 50% głosów, odbywała się druga tura, w której liczba kandydatów była dwukrotnie większa niż liczba pozostałych miejsc. Pozostałe trzy miejsca były przydzielane przez księcia. Głosować mogli tylko mężczyźni w wieku 24 lat lub starsi.

## Wyniki[1]
| Partia                                      | Liczba miejsc w Landtagu |
| ------------------------------------------- | ------------------------ |
| Postępowa Partia Obywatelska (FBL)          | 7                        |
| Chrześcijańsko-Społeczna Partia Ludowa (VP) | 5                        |
| Wyznaczeni przez księcia                    | 3                        |